# Pascagoula (Mississippi)
Pascagoula település az Amerikai Egyesült Államok Mississippi államában, Jackson megyében, melynek megyeszékhelye is. Lakosainak száma 22 010 fő (2020. április 1.).

## Népesség
A település népességének változása:

| 2010 | 22 392 |
| 2020 | 22 010 |